# Cantone di Le Portel
Il Cantone di Le Portel era una divisione amministrativa dell'arrondissement di Boulogne-sur-Mer.
È stato soppresso a seguito della riforma complessiva dei cantoni del 2014, che è entrata in vigore con le elezioni dipartimentali del 2015.
Il suo capoluogo era la cittadina omonima di Le Portel e comprendeva 2 comuni:
- Boulogne-sur-Mer (in parte)
- Le Portel